# 신북 FC
신북 FC는 서울특별시에 위치한 under-12팀 유형의 축구단이다. 본래 서울신북초등학교의 축구부원으로만 구성된 축구팀이였으나, 현재는 클럽팀으로 전환하여 활동중이다.

## 참고 문헌
- “KFA 통합경기정보 시스템”. 대한축구협회.
- 개인기 키워야 창의적 축구 꽃피워”… 성적 연연않고 자신감 ‘슛’
- 신북FC 김태열 감독' “즐기는 축구를 만들겠다”

## 같이 보기
- 서울신북초등학교